# Escuela Superior Politécnica Ecológica Amazónica
La Escuela Superior Politécnica Ecológica Amazónica o ESPEA fue una universidad privada ecuatoriana, la más grande de la Región Amazónica del Ecuador durante el tiempo que funcionó. Su sede matriz se asentó en la ciudad de Tena, en la Provincia de Napo, fue la primera institución de educación superior en la amazonía ecuatoriana, creada mediante Ley 23 del Registro Oficial N.o 163, de 30 de septiembre de 1997, de la República del Ecuador. La ESPEA poseía extensiones en toda la Amazonia ecuatoriana, y una en la provincia de Pichincha, además de centros de apoyo y tutoría (i. e., para educación a distancia) en 21 ciudades del Ecuador. Fue cerrada en abril del 2012 tras reprobar en todos los indicadores de calidad y rigurosidad académica del Consejo Nacional de Evaluación, Acreditación y Calidad para la Educación Superior de Ecuador.[cita requerida]

## Campus
El campus politécnico matriz se encuentra en la ciudad de Tena, en la provincia de Napo, y contiene la infraestructura más emblemática de esta escuela superior (i. e., Universidad). En este campus se encontraban: zoocriadero de especies amazónicas, invernaderos, laboratorios de informática, laboratorios de aguas y suelos, casona de pasantías, senderos ecológicos y facilidades deportivas.

### Extensiones
La ESPEA tenía varios campus para educación presencial en las siguientes ciudades ecuatorianas:
- Nueva Loja
- Puerto Francisco de Orellana
- Puyo
- Macas
- Shushufindi
- Zamora
- Yantzaza
- Sucúa
- Quito (Tumbaco)

## Oferta académica
- Facultad de Ciencias Administrativas y Ambientales
  - Ingeniería en Empresas Ecoturísticas y de Hospitalidad
  - Ingeniería en Empresas Comerciales y Consumo Ecológico
  - Ingeniería Financiera y Certificación Ambiental
  - Ingeniería en Sistemas Informáticos para Econegocios y Gerencia
  - Ingeniería Ambiental y Construcciones Ecológicas

- Facultad de Ecología Humana
  - Derecho
  - Ingeniería en Comunicación Ambiental y Educativa
  - Ingeniería en Gestión Ambiental y Educativa
  - Enfermería y Aplicaciones Naturistas